# HuffYUV
Huffyuv ou HuffYUV é um codec de vídeo sem perdas criado por Ben Rudiak-Gould, que objetiva substituir o YCbCr não comprimido como formato de captura de vídeo.
Apesar do YUV no nome, ele não comprime o espaço de cor YUV, mas o YCbCr. "Sem perdas" significa que o sinal de saída do descompressor é idêntico bit-a-bit ao sinal original de entrada do compressor, uma vez que nenhuma conversão de espaço de cor acontece. O algoritmo do Huffyuv é similar àquele do JPEG-LS sem perdas, visto que ele prevê cada amostra e então usa o Código de Huffman para codificação de erros.

## Implementações
A implementação original foi escrita para Windows por Ben Rudiak-Gould e publicada sob os termos da GPL. A implementação é considerada muito rápida, fornecendo uma taxa de compressão de até 38 Megabytes por segundo em um Celeron de 416 MHz. O Huffyuv oficial não recebeu uma nova versão desde 2002. Um fork mais atualizado do código está disponível como Lagarith.
O projeto FFMPEG também contém uma implementação do HuffYUV que permite que arquivos HuffYUV sejam criados e executados em GNU/Linux e MacOS X. Adicionalmente, isto significa que muitas das aplicações que usam FFMPEG como base também podem executar/ criar arquivos HuffYUV, incluindo VLC media player, MPlayer e ffdshow.